# Blister

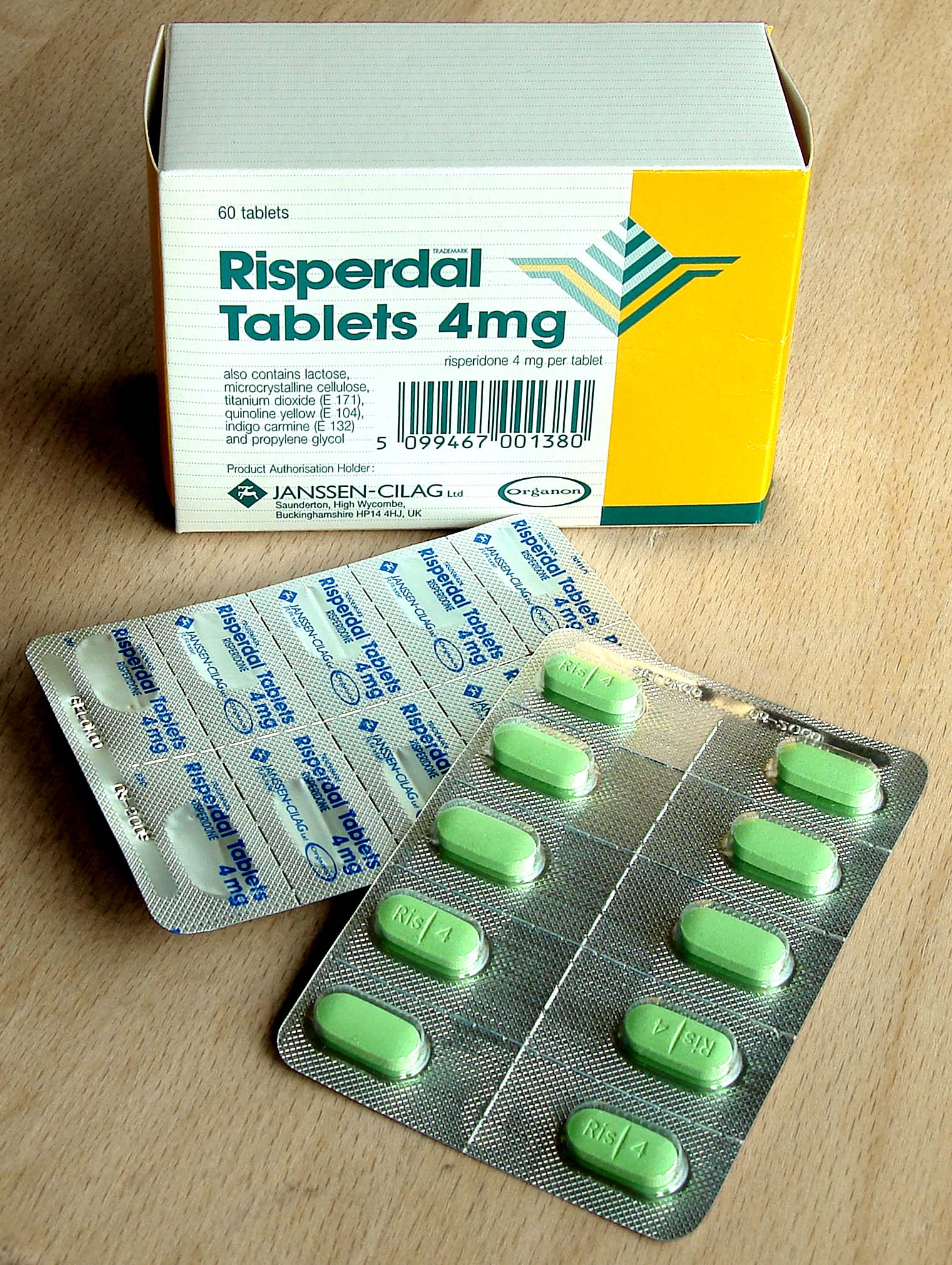
Blistry (listki) z tabletkami

Blister – opakowanie składające się zwykle z warstwy spodniej (na przykład kartonu lub folii, często aluminiowej) i sztywnego, przezroczystego tworzywa sztucznego. Tworzywo to jest tak wyprofilowane, aby widać było produkt umieszczony między tymi warstwami. 
Typowe zastosowania: opakowania tabletek, zabawek, baterii, akcesoriów komputerowych (myszy) i samochodowych (wycieraczki do szyb), monet kolekcjonerskich.